# Буддийский союз Франции
Буддийский союз Франции (фр. Union bouddhiste de France, UBF) — французское некоммерческое, неполитическое объединение, основанное в 1986 году. Буддийский союз Франции осуществляет связь между буддийскими обществами и государственными органами Франции. Он объединяет ассоциации и буддистские конгрегации, действуя в рамках Закона об ассоциациях от 1 июля 1901 года и от 9 декабря 1905 и других применимых законодательных актов.